# St. Riquier British Cemetery
St. Riquier British Cemetery is een Britse militaire begraafplaats gelegen in de
Franse gemeente Saint-Riquier (Somme) met gesneuvelden uit de Eerste- en Tweede Wereldoorlog. De militaire graven liggen op het terrein van de gemeentelijke begraafplaats dat zich 350 m ten westen van de dorpskerk bevindt. De begraafplaats werd ontworpen door William Cowlishaw en heeft een nagenoeg vierkant grondplan met een oppervlakte van 437 m² dat is afgeboord door een laag natuurstenen muurtje. Het Cross of Sacrifice staat centraal opgesteld. De perken worden onderhouden door de Commonwealth War Graves Commission. 
Er liggen 104 doden begraven.

## Geschiedenis
St. Riquier lag tijdens de oorlog op een veilige afstand van het front om er veldhospitalen in te richten. Daarom werd de begraafplaats tussen april en oktober 1918 door de 49th en de Lucknow Casualty Clearing Stations gebruikt om hun overleden gewonden te begraven. Na de wapenstilstand werd ze nog uitgebreid met 11 doden uit verder gelegen perken en 29 uit de Fressenville Military Cemetery.
Er liggen 29 Britten, 4 Canadezen, 11 Australiërs en 40 Indiërs uit de Eerste Wereldoorlog begraven.
Er liggen ook 20 Britten uit de Tweede Wereldoorlog begraven. De meeste van hen zijn gesneuveld in mei en juni 1940. Voor twee van hen werden Special Memorials opgericht omdat hun graven niet meer gelokaliseerd konden worden.

## Onderscheiden militairen
- O.J.F. Scholte, kapitein bij de Royal Air Force werd onderscheiden met het Military Cross (MC).
- Leslie Russell, korporaal bij de Australian Infantry, A.I.F ontving de Military Medal (MM).